# Graafschap Périgord

Wapen van Périgord

Périgord was een graafschap in Aquitanië. Het werd ten noorden begrensd door Angoumois, ten oosten door Quercy en Limousin, ten westen door Saintonge en ten zuiden door Agenois. De naam is afkomstig van het volk dat in de oudheid de streek bewoonde, de Petrocorii of Petragorici. De hoofdplaats werd eerst Vesunna genoemd, en nadien Petrocorium en Petracordium. Een klooster, in de nabijheid gebouwd en genoemd naar de heilige Frons de missionaris van de streek, gaf zijn naam aan een tweede stad, Puy-Saint-Front. De twee rivaliserende steden werden rond 1250 verenigd onder de naam Périgueux.
Bij de indeling die de Romeinen van Gallië maakten, kwam Périgord terecht bij Aquitania secunda. Périgord hoorde vervolgens tot de bezittingen van de Merovingers, totdat hertog Odo heerser over Aquitanië werd. Pepijn de Korte ontnam Périgord aan Odo's kleinzoon, Waifrin en Karel de Grote, zoon en opvolger van Pepijn, stelde als gouverneur van het gebied, met de titel graaf, een zekere Widbald.
In 866 trad een nieuwe dynastie van bestuurders aan met Wulgrin I van Angoulême, die in de 10e eeuw verwant werd aan de graven van La Marche. Dezen bleven over het gebied heersen tot het einde van de 14e eeuw.
In 1399 zette de Franse koning de laatste graven van Périgord af wegens rebellie en ontnam ze hun bezittingen. In 1407 werd Périgord toegewezen aan de graaf van Angoulême, Jan van Orléans. In 1607 viel het graafschap toe aan de kroon.